# Моїнкум
Моїнку́м (каз. Мойынқұм) — станційне селище у складі Коксуського району Жетисуської області Казахстану. Входить до складу Мусабецького сільського округу.
У радянські часи року селище називалось Моюн-Кум.
Населення — 34 особи (2021; 52 у 2009, 82 у 1999, 35 у 1989).